# Neobisium sardoum
Neobisium sardoum är en spindeldjursart som beskrevs av Beier 1956. Neobisium sardoum ingår i släktet Neobisium och familjen helplåtklokrypare. Inga underarter finns listade i Catalogue of Life.